# The Adventurers (film, 1995)
Pour les articles homonymes, voir The Adventurers.
Pour plus de détails, voir Fiche technique et Distribution.
The Adventurers (Dà Mào Xiǎn Jiā) est un film hongkongais réalisé par Ringo Lam, sorti en 1995.

## Synopsis
Cette histoire se passe en 1975 au Cambodge sur le sujet des khmers rouges.

## Fiche technique
- Titre original : Dà Mào Xiǎn Jiā
- Titre français : The Adventurers
- Réalisation : Ringo Lam
- Scénario : Ringo Lam et Sandy Shaw (en)
- Montage : Ardy Lam et Arthur Wong
- Musique : Teddy Robin
- Pays d'origine : Hong Kong
- Format : Couleurs - 35 mm - 1,85:1 - Mono
- Genre : action, drame
- Durée : 110 minutes
- Date de sortie : 1995

## Distribution
- Andy Lau : Wai Lok-yan / Mandy Chan
- Rosamund Kwan : Mona
- Jacklyn Wu : Crystal Lui
- Ron Yuan : Paul
- George Cheung : Tung
- David Chiang : oncle Shang
- John Ching : major Bodar
- Paul Chun : Ray Lui